# 바순다라 시티몰

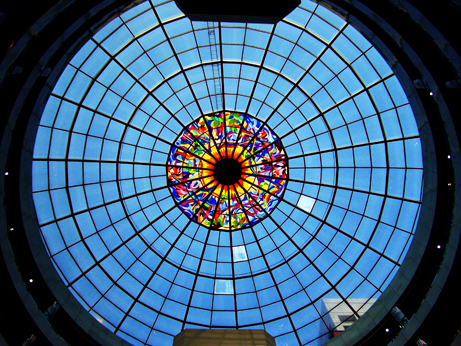
바순다라 시티몰의 돔

바순다라 시티몰 (Bashundhara City, 벵골어: বসুন্ধরা সিটি))은 방글라데시 다카에 있는 남아시아의 가장 큰 쇼핑 센터이다. 2004년 8월 6일에 일어났으며 다카 시의 카르완 바자르, 판타패스에 위치하고 있다.
총 21층 규모로 8층은 쇼핑몰이며 윗층은 바순다라 기업의 회사 건물로 쓰이고 있다. 2,500개의 상점과 식당가, 지하 체육관, 복합영화상영관 등의 시설이 자리하며 옥상에는 정원이 있어 다카의 눈부신 발전을 상징적으로 나타내는 건축물이다.
매일 25,000명의 고객이 방문하며 다카에서는 최초로 들어선 서양식 쇼핑몰로서 파이줄라라는 건축가가 설계한 것이다. 1억 달러 이상이 들었으며 1998년 건축이 시작돼 방글라데시 중산층의 발길이 많다.

## 2009년 화재사고

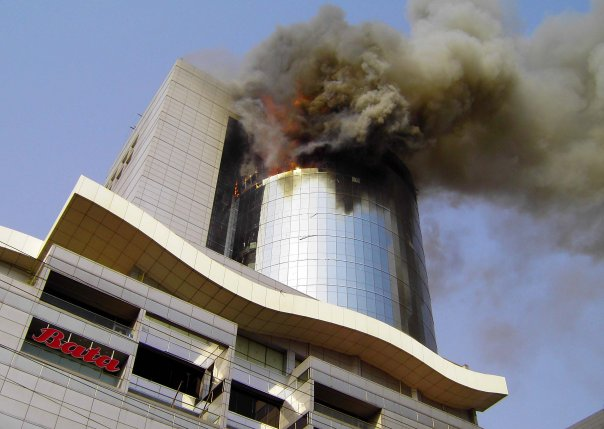
시티몰 타워에서 치솟는 불길

2009년 3월 13일 시티몰의 21층에서 불길이 일어났다. 오후 1시 30분 기도 시간에 시작된 불길이 퍼졌다. 방글라데시에서는 금요일이 휴일이기 때문에 직원들이 없어 인명 비해는 없었지만 불을 끄려다 21층과 옥상으로 출입했던 보안 경비원이 목숨을 잃었다. 최고 안전 책임자는 방글라데시 공군 헬기에 의해 옥상에서 구조됐다.
오후가 되자 3명이 더 죽었다는 언론 보도가 있었다. 모두 소방관에 의해 엘리베이터에서 발견됐으며 50명이 상해를 입었다. 대개 호흡 곤란이었으며 이 사고로 후송 과정에서 세명이 더 숨졌다. 불길은 6시간 동안 타올랐다.
현재 바순다라 시티몰은 2일간 영업을 중단했으며 3월 16일 다시 문을 열 계획이다. 복구 비용으로는 2,900만 달러가 소요될 것으로 예상되고 있다.